# El Chapote
El Chapote es una ranchería del municipio de Etchojoa ubicada en el sur del estado mexicano de Sonora, en la zona del valle del Mayo. Según los datos del Censo de Población y Vivienda realizado en 2020 por el Instituto Nacional de Estadística y Geografía (INEGI), El Chapote tiene un total de 442 habitantes.

## Geografía
El Chapote se sitúa en las coordenadas geográficas 27°02'41" de latitud norte y 109°34'57" de longitud oeste del meridiano de Greenwich, a una elevación de 28 metros sobre el nivel del mar.